# Sklepnik
Sklepnik je  v arhitekturi element iz kamna ali lesa, oblikovan tudi kot glavič. Najpogosteje ga najdemo na stropih stavb, zlasti na stičišču lokov ali obokov. V gotski arhitekturi so taki sklepniki pogosto zapleteno klesani z raznim listnim okrasjem, figurami, heraldičnimi znaki ali drugimi okraski. Veliko vlogo imajo živali, ptice ali človeške figure (obrazi), včasih realistični, pogosto pa groteskni. Pogosta tema je tudi zeleni mož, obraz, obdan z listjem. Poznogotska oblika sklepnika je viseči glavič.
Sklepniki so bili tudi pomembna značilnost antične in klasične gradnje. Ko so bili kamniti deli grobo klesani v kamnolomih, so običajno ostale izbokline (majhni gumbi), ki so štrleli iz linije. To je omogočilo lažji prenos kosov na kraju samem in olajšali so tudi dviganje in/ali vgradnjo. Odlično ohranjene sklepnike je mogoče videti na grškem dorskem templju Segesta na Siciliji, ki pa ni bil nikoli dokončan. Sklepniki so bili ključni element templja, predvsem krepidoma in so ostanek postopka gradnje. Krepidoma je ploščad, na kateri je postavljen ustroj templja. Običajno ima tri ravni in temelji na temelju (euthynteria), ki je bil običajno izdelan iz lokalno razpoložljivega kamna.

## Galerija
- Sklepniki iz zgodnje angleške gotike, Stolnica v Salisburyju, Anglija
- Sklepnik v obliki zelenega moža, Dore Abbey, Herefordshire, Anglija
- Ladja cerkve St. Mary Redcliffe, Bristol, Anglija. Na stropu je množica pozlačenih sklepnikov.
- Sklepniki v Barcelonski stolnici, Španija
- Grifin kot sklepnik, samostan Cadouin, Francija
- Veronikina tančica, samostan Cadouin, Francija
- Madona z otrokom kot sklepnik
- Sklepniki v samostanu sv. Hieronima, Lizbona